# Reminiscence (Everglow)
Reminiscence è il primo EP del girl group sudcoreano Everglow. Pubblicato da Yuehua Entertainment, è uscito il 3 febbraio 2020, in contemporanea al video della title track "Dun Dun".

## Tracce
1. Salute – 3:09 (testo: Lee Seuran – musica: Olof Lindskog, Caesar & Loui, Hayley Aitken, 72) – OLLIPOP, Ludwig Lindell
2. Dun Dun – 3:12 (testo: Seo Jieum – musica: Olof Lindskog, Gavis Jones, Hayley Aitken, 72) – OLLIPOP
3. Player – 3:13 (testo: Lee Bora – musica: Olof Lindskog, Ludwig Lindell, Hayley Aitken, 72) – OLLIPOP, Ludwig Lindell
4. No Lie – 3:38 (testo: Lee Seuran – musica: Olof Lindskog, Gavin Jones, Hayley Aitken, 72) – OLLIPOP

Durata totale: 13:12

## Classifiche
| Classifica (2020) | Posizione massima |
| ----------------- | ----------------- |
| Corea del Sud     | 4                 |